# Joe Allen
Joseph "Joe" Michael Allen (Carmarthen, 1990. március 14. –) walesi labdarúgó, a Swansea City és a walesi labdarúgó-válogatott középpályása.

## Pályafutása

### Swansea City
Allen a walesi Swansea Citynél kezdett profi labdarúgásba. Az együttessel feljutott az angol első osztályba, ahol még egy szezont töltött velük.

### Liverpool
Miután 2012 nyarán a Swansea City vezetőedzője, Brendan Rodgers lett a Liverpool új menedzsere, a walesi csapat irányító középpályása is a "Vörösök"-höz szerződött, és Rodgers mellett alapember lett.

### Swansea City
2022. július 8-án két évre aláírt volt klubjához a Swansea City-hez.

### A válogatottban
Allen 2009. május 29-én játszott először a felnőtt walesi csapatban egy Észtország elleni barátságos mérkőzésen csereként beállva.
A középpályás kezdő tagja volt a 2012-es londoni olimpia brit keretének is négy másik walesi csapattárssal együtt. A csapat a negyeddöntőkben tizenegyespárbajt követően esett ki Dél-Korea ellen.

## Eredményei

### Egyéni elismerései
Swansea City
- Az év játékosa (Player of the Year) (1): 2011–12

Liverpool
- A hónap játékosa (Standard Chartered LFC Player of the Month) (1): 2012. augusztus[2]

Wales
- Az év walesi labdarúgója a szakírók szerint (Welsh Footballer of the Year) (1): 2011–12[3]